# Северна Кванза
Северна Кванза (порт. Kwanza-Norte), једна је од 18 покрајина у Републици Ангола. Покрајина се налази на северозападном делу земље, без излаза на Атлантски океан.
Покрајина Северна Кванза покрива укупну површину од 24.110 km² и има 427.971 становника (подаци из 2014. године). Највећи град и административни центар и покрајине је град Н’Далатандо.

## Административно подела покрајине
Покрајина Северна Кванза се дели на следећих 10 општина (порт. município):
- Амбака (Ambaca)
- Банга (Banga)
- Болонгонго (Bolongongo)
- Камбамбе (Cambambe)
- Казенго (Cazengo)
- Голунго Алто (Golungo Alto)
- Гонгембо (Gonguembo)
- Лукала (Lucala)
- Кикулунго (Quiculungo)
- Самба Кажу (Samba Caju)